# 후지모토 히로시 (1963년)
후지모토 히로시(일본어: 藤本 博史, 1963년 11월 8일 ~ )는 일본의 전 프로 야구 선수이자 야구 지도자, 야구 해설가·평론가이다. 오사카부 센보쿠군 다다오카정 출신이며 현역 시절 포지션은 내야수였다.
2022년부터 2023년까지 후쿠오카 소프트뱅크 호크스 감독을 역임했다.

## 상세 정보

### 출신 학교
- 덴리 고등학교

### 선수 경력
- 난카이 호크스·후쿠오카 다이에 호크스(1982년 ~ 1998년)
- 오릭스 블루웨이브(1998년)

### 지도자 경력
- 후쿠오카 소프트뱅크 호크스 2군 타격 코치(2011년 ~ 2012년, 2015년 ~ 2016년)
- 후쿠오카 소프트뱅크 호크스 1군 타격 코치(2013년 ~ 2014년, 2017년 ~ 2018년)
- 후쿠오카 소프트뱅크 호크스 3군 감독(2019년 ~ 2020년)
- 후쿠오카 소프트뱅크 호크스 2군 감독(2021년)
- 후쿠오카 소프트뱅크 호크스 감독(2022년 ~ 2023년)

### 개인 기록

#### 첫 기록
- 첫 출장·첫 선발 출장 : 1985년 4월 14일, 대 닛폰햄 파이터스 2차전(오사카 구장), 7번·3루수로 선발 출장
- 첫 안타·첫 홈런·첫 타점 : 1985년 5월 2일, 대 한큐 브레이브스 5차전(오사카 구장), 4회말에 이마이 유타로로부터 역전 결승 2점 홈런

#### 기록 달성 경력
- 통산 100홈런 : 1996년 4월 16일, 대 닛폰햄 파이터스 3차전(기타큐슈 시민 구장), 5회말에 니시자키 유키히로로부터 솔로 홈런 ※역대 185번째
- 통산 1000경기 출장 : 1996년 7월 27일, 대 오릭스 블루웨이브 17차전(그린 스타디움 고베), 8회초에 보니시 고지의 대타로 출장 ※역대 333번째

#### 기타
- 사이클링 히트 : 1990년 7월 7일, 대 닛폰햄 파이터스 11차전(하마마쓰 구장) ※역대 42번째

### 등번호
- 39(1982년 ~ 1989년)
- 5(1990년 ~ 1998년 시즌 도중)
- 1(1998년 시즌 도중 ~ 같은 해 종료)
- 76(2011년 ~ 2021년)
- 81(2022년 ~ 2023년)

### 연도별 타격 성적
| 연 도       | 소 속         | 경 기 | 타 석 | 타 수 | 득 점 | 안 타 | 2 루 타 | 3 루 타 | 홈 런 | 루 타 | 타 점 | 도 루 | 도 루 자 | 희 생 번 | 희 생 플 | 볼 넷 | 고 4 | 사 구 | 삼 진 | 병 살 타 | 타 율 | 출 루 율 | 장 타 율 | O P S |
| ----------- | ------------- | ----- | ----- | ----- | ----- | ----- | ------- | ------- | ----- | ----- | ----- | ----- | -------- | -------- | -------- | ----- | ---- | ----- | ----- | -------- | ----- | -------- | -------- | ----- |
| 1985년      | 난카이 다이에 | 8     | 11    | 9     | 1     | 1     | 0       | 0       | 1     | 4     | 2     | 0     | 0        | 1        | 0        | 1     | 0    | 0     | 3     | 0        | .111  | .200     | .444     | .644  |
| 1986년      | 난카이 다이에 | 1     | 3     | 3     | 0     | 0     | 0       | 0       | 0     | 0     | 0     | 0     | 0        | 0        | 0        | 0     | 0    | 0     | 0     | 0        | .000  | .000     | .000     | .000  |
| 1987년      | 난카이 다이에 | 26    | 48    | 41    | 2     | 10    | 6       | 0       | 0     | 16    | 3     | 0     | 0        | 1        | 0        | 6     | 0    | 0     | 8     | 0        | .244  | .340     | .390     | .731  |
| 1988년      | 난카이 다이에 | 108   | 329   | 278   | 27    | 56    | 9       | 0       | 7     | 86    | 28    | 1     | 2        | 9        | 1        | 38    | 0    | 3     | 71    | 5        | .201  | .303     | .309     | .612  |
| 1989년      | 난카이 다이에 | 77    | 284   | 237   | 30    | 60    | 12      | 0       | 13    | 111   | 50    | 1     | 2        | 10       | 0        | 37    | 0    | 0     | 62    | 6        | .253  | .354     | .468     | .822  |
| 1990년      | 난카이 다이에 | 112   | 388   | 332   | 26    | 70    | 16      | 3       | 12    | 128   | 61    | 2     | 1        | 15       | 1        | 37    | 1    | 3     | 84    | 11       | .211  | .295     | .386     | .680  |
| 1991년      | 난카이 다이에 | 101   | 299   | 256   | 29    | 68    | 13      | 1       | 11    | 116   | 30    | 1     | 0        | 1        | 0        | 41    | 1    | 1     | 46    | 4        | .266  | .369     | .453     | .822  |
| 1992년      | 난카이 다이에 | 130   | 454   | 368   | 48    | 93    | 15      | 2       | 20    | 172   | 56    | 2     | 0        | 8        | 2        | 76    | 0    | 0     | 89    | 14       | .253  | .379     | .467     | .846  |
| 1993년      | 난카이 다이에 | 129   | 512   | 456   | 44    | 109   | 16      | 3       | 13    | 170   | 53    | 1     | 3        | 2        | 0        | 53    | 4    | 1     | 87    | 16       | .239  | .320     | .373     | .692  |
| 1994년      | 난카이 다이에 | 121   | 398   | 333   | 30    | 81    | 15      | 0       | 11    | 129   | 52    | 2     | 2        | 1        | 3        | 59    | 1    | 2     | 72    | 3        | .243  | .358     | .387     | .745  |
| 1995년      | 난카이 다이에 | 119   | 456   | 383   | 36    | 101   | 17      | 1       | 11    | 153   | 58    | 0     | 4        | 2        | 3        | 68    | 2    | 0     | 88    | 10       | .264  | .372     | .399     | .772  |
| 1996년      | 난카이 다이에 | 101   | 309   | 266   | 24    | 56    | 11      | 0       | 6     | 85    | 23    | 0     | 3        | 3        | 3        | 36    | 1    | 1     | 63    | 9        | .211  | .304     | .320     | .623  |
| 1997년      | 난카이 다이에 | 28    | 39    | 31    | 2     | 2     | 0       | 0       | 0     | 2     | 0     | 0     | 1        | 2        | 0        | 6     | 0    | 0     | 7     | 1        | .065  | .216     | .065     | .281  |
| 1998년      | 오릭스        | 42    | 52    | 46    | 3     | 8     | 2       | 0       | 0     | 10    | 3     | 0     | 0        | 0        | 0        | 6     | 0    | 0     | 17    | 3        | .174  | .269     | .217     | .487  |
| 통산 : 14년 | 통산 : 14년   | 1103  | 3582  | 3039  | 302   | 715   | 132     | 10      | 105   | 1182  | 419   | 10    | 18       | 55       | 13       | 464   | 10   | 11    | 697   | 82       | .235  | .337     | .389     | .726  |

- 굵은 글씨는 시즌 최고 성적
- 난카이(난카이 호크스)는 1989년에 다이에(후쿠오카 다이에 호크스)로 구단명을 변경

### 연도별 감독 성적
| 2022년     | 소프트뱅크 | 2위        | 143        | 76  | 65  | 2   | .539 | 0.0  | 108                        | .255                       | 3.07                       | 59세                       |                            |                            |                            |
| 2023년     | 소프트뱅크 | 3위        | 143        | 71  | 69  | 3   | .507 | 15.5 | 104                        | .248                       | 3.27                       | 60세                       |                            |                            |                            |
| 통산 : 2년 | 통산 : 2년 | 통산 : 2년 | 통산 : 2년 | 286 | 147 | 134 | 5    | .523 | A클래스: 2회, B클래스: 0회 | A클래스: 2회, B클래스: 0회 | A클래스: 2회, B클래스: 0회 | A클래스: 2회, B클래스: 0회 | A클래스: 2회, B클래스: 0회 | A클래스: 2회, B클래스: 0회 | A클래스: 2회, B클래스: 0회 |

## 주해
1. ↑  4월 4일의 오릭스 버펄로스전에서는 결장하여 모리 히로유키가 대행을 맡았다.